# Фолксваген артеон
Фолксваген артеон је  аутомобил у фастбек верзији који производи немачка фабрика аутомобила Фолксваген од 2017. године.
Представљен је марта 2017. године на салону аутомобил у Женеви. Заснован је на Фолксвагеновој MQB платформи и директни је наследник модела ЦЦ.
Артеон заузима место у гами изнад пасата, као аутомобил средње величине. Упркос линији купеа, унутрашњост Aртеона је пројектована на нивоу класичне лимузине, где ће путници имати довољно простора за главе и ноге.